# Ян Пєкло
Ян Пєкло (пол. Jan Piekło, нар. 20 листопада 1952, Краків, Польща) — польський журналіст і дипломат, Надзвичайний і Повноважний Посол Польщі в Україні (з 26 жовтня 2016 по 31 січня 2019). Як журналіст описував події румунської революції 1989 року та війну в колишній Югославії. Автор двох книг про Балкани. Володіє українською мовою.

## Життєпис
Народився 20 листопада 1952 року в Кракові. Закінчив Ягеллонський університет, факультет польської філології.
У 1978—1981 рр. — репортер видання «Gazeta Krakowska».
У 1982—1988 рр. — брав участь у підпільних виданнях солідарності. Після введення воєнного стану в Польщі практикував як психотерапевт по роботі з підлітками.
У 1989—1991 рр. — репортер у газеті «Tygodnik Powszechny», а згодом редактор видання.
У 1991—1997 рр. — репортер-фрилансер у Югославії.
З 2000 року — редактор журналу FORUM, присвяченого єврейсько-християнським відносинам і співпраці.
У 2001—2002 рр. — координатор у польсько-американському проекті «Мости толерантності».
З 2005 року — виконавчий директор Фонду польсько-української співпраці ПАУСІ в Києві та Варшаві.
27.05.2016 — рішенням Комісії польського Сейму у закордонних справах, публіцист Ян Пєкло затверджений на посаді нового посла Польщі в Україні.
3 серпня 2016 — призначений Надзвичайним і Повноважним Послом Республіки Польща в Україні.
26 жовтня 2016 року — вручив вірчі грамоти Президенту України Петру Порошенку.
31 січня 2019 року — відкликаний з посади посла згідно з Указом Президента Республіки Польща Анджея Дуди; за повідомленнями польських ЗМІ, зокрема, «Газети Виборчої», його наступником буде Бартош Ціхоцький.

## Автор книг
- «Запах ангела», у 2015 році вийшов український переклад (історія кохання під час акцій польської «Солідарності», війни на Балканах, терактів 11 вересня 2001 року в Нью-Йорку, Помаранчевої революції).

## Сім'я
- Дружина психолог.
- Донька Кася — фотограф.